# Empire (magazine)
Pour les articles homonymes, voir Empire (homonymie).
Empire est un magazine cinématographique anglais mensuel, publié au Royaume-Uni depuis juillet 1989 par le Bauer Consumer Media de Hambourg, issu du Bauer Media Group. C'est le magazine cinématographique ayant le plus grand tirage en Angleterre.
Le magazine décerne aussi les Empire Awards, des récompenses attribuées en fonction des votes des lecteurs.

## Caractéristiques
Comme dans la plupart des magazines cinématographiques britanniques, Empire est populaire dans son analyse, et dans sa couverture contrairement à ses rivales Sight & Sound. Il passe en revue les grosses productions hollywoodiennes, mais accorde également de la place à l'analyse des essais.
Les producteurs créent de temps en temps un numéro spécial, comme avec la sortie du dernier opus de Star Wars, ou de Pirates des Caraïbes.[précision nécessaire]
Avec la sortie de films importants, Empire offre également occasionnellement des avant-premières à ses lecteurs.
Le magazine présente aussi une liste des dix meilleurs films du mois, ainsi que la publication d'un « courrier des lecteurs ». De plus, un rédacteur interroge un cinéaste à propos de questions peu banales. Les producteurs veulent ainsi représenter la simplicité des idoles des lecteurs.
Le magazine inclut une dernière partie avec plusieurs citations à propos des films favoris des rédacteurs.

## Rédacteurs
Plusieurs rédacteurs en chef se sont succédé à la tête de la revue.
- Barry McIlheney (numéros 1 à 44)
- Phil Thomas (numéros 45 à 72)
- Andrew Collins (numéros 73 à 75)
- Mark Salisbury (numéros 76 à 88)
- Ian Nathan (numéros 89 à 126)
- Emma Cochrane (numéros 127 à 161)
- Colin Kennedy (numéros 162 à 209)
- Mark Dinning (depuis le numéros 210)
- Terri White ([Quand ?])